# Поток (Копар)
Поток (словен. Potok, итал. Acquaro) је некадашње насељено место у општини Копар, Обално-Крашка регија, Словенија.

## Историја
До територијалне реорганизације у Словенији био је у саставу старе општине Копар. Године 1992. насеље је укинуто и припојено насељу Свети Антон.

## Становништво
| Број становника према пописима |
| ------------------------------ |
| 1991                           |
| 60                             |

Напомена: Године 1992. припојен насељу Свети Антон.